# Albrecht I. (Meißen)
Albrecht I., genannt der Stolze (* 1158; † 24. Juni 1195 in Krummenhennersdorf) stammte aus dem Hause Wettin und war von 1190 bis 1195 Markgraf von Meißen.

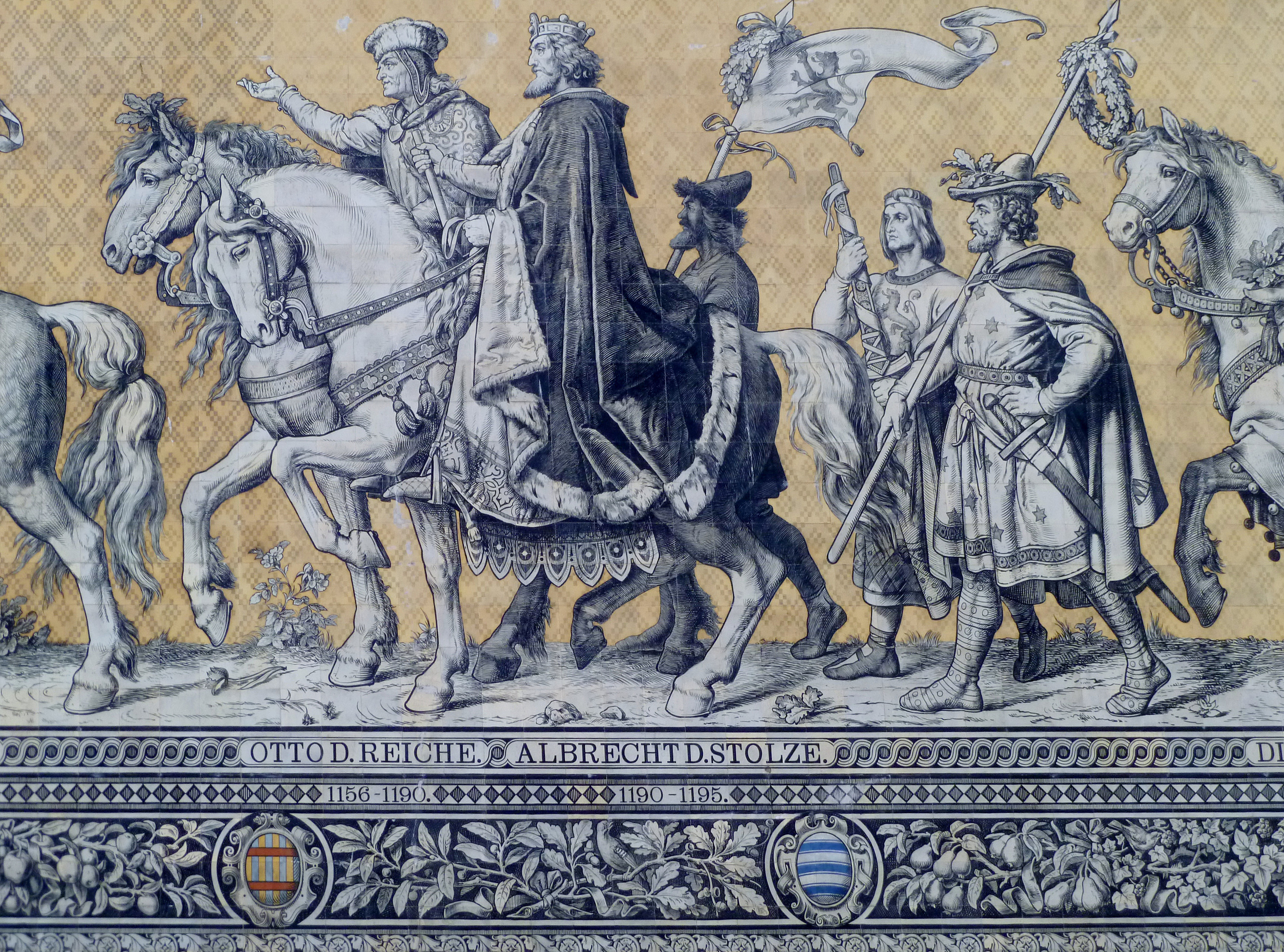
Otto der Reiche (1156–1190) und Albrecht der Stolze (1190–1195); Fürstenzug, Dresden

## Leben
Albrecht der Stolze war Sohn und Nachfolger Ottos des Reichen. Seine Mutter war Markgräfin Hedwig von Meißen († 1203), welche als Fundatorin/Stifterin des Hausklosters der Wettiner gilt. Er heiratete 1186 in Aussig Sophie, Tochter des Premysliden Friedrich von Böhmen.

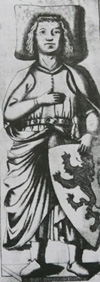
Albrecht I. von Meißen, Abbildung seiner Figurengrabplatte um 1692

Da Albrechts Vater nicht ihn, sondern seinen Bruder Dietrich als Erben des Landes einzusetzen gedachte, ergriff Albrecht die Waffen und nahm 1188 den Vater gefangen. Er musste ihn zwar auf Befehl Kaiser Friedrichs I. freigeben, setzte aber die Anerkennung seines Erbrechts durch und folgte seinem Vater 1190 in der Markgrafschaft.
Er begleitete Kaiser Heinrich VI. nach Italien, eilte aber bald heim, um sein Land gegen seinen aus Palästina zurückgekehrten Bruder Dietrich zu sichern, der, unterstützt von seinem Schwiegervater, dem Landgrafen Hermann von Thüringen, Ansprüche auf die Mark machte. Bei Reveningen (wahrscheinlich Röblingen am See) geschlagen, entkam Albrecht, als Mönch verkleidet, mit Mühe nach Leipzig und eilte nun, den durch die Erneuerung der Bruderfehde abermals erweckten Zorn des Kaisers zu beschwichtigen, zu diesem nach Italien, ohne jedoch seine Absicht zu erreichen.
Der Fortsetzung des Bruderkampfes machte sein Tod ein Ende. Dieser ereilte ihn am 24. Juni 1195 auf dem Weg von Freiberg nach Meißen in Krummenhennersdorf. Es wird vermutet, dass er vergiftet wurde.

## Grablege
Sein Leichnam wurde in der Klosterkirche Altzella, dem Hauskloster der Wettiner, beigesetzt. Seine Grabplatte hat sich erhalten und findet sich heute neben jenen seiner Eltern, der Klosterstifterin Hedwig und Otto dem Reichen im Mausoleum im Klosterpark.